# Kultursvenskhet
Kultursvenskhet är en sammanfattande benämning på en finlandssvensk samhällsstrategi som i motsats till den mera provinsiella bygdesvenskheten i korthet går ut på att man skall försöka göra en insats på riksplanet i samverkan och konkurrens med den finskspråkiga majoriteten. Kultursvenskhetens främste företrädare under sent 1800-tal, då det nationella uppvaknandet ägde rum, var Carl Gustaf Estlander.